# Marnand (Vaud)
Marnand es una localidad y antigua comuna suiza del cantón de Vaud, situada en el distrito de Broye-Vully.

## Historia
La comuna hizo parte hasta el 31 de diciembre de 2007 del distrito de Payerne, círculo de Granges-près-Marnand. Desde el 1 de julio de 2011 entró en vigor la fusión de la comuna de Marnand con las comunas de Cerniaz, Combremont-le-Grand, Combremont-le-Petit, Granges-près-Marnand, Sassel, Seigneux y Villars-Bramard en la nueva comuna de Valbroye.

## Geografía
Marnand se encuentra situada en la meseta suiza, en la región del valle del río Broye. La antigua comuna limitaba al oeste y noroeste con la comuna de Granges-près-Marnand, al noreste con Trey, al este con Châtonnaye (FR), y al sur con Villarzel y Henniez.

## Transportes
Ferrocarril
Cuenta con una estación ferroviaria en la que efectúan parada trenes de cercanías pertenecientes a la red 'RER Vaud'.